# Kotangentialraum
In der Differentialgeometrie, einem Teilgebiet der Mathematik, ist der Kotangentialraum ein Vektorraum, der einem Punkt einer differenzierbaren Mannigfaltigkeit {\displaystyle M} zugeordnet wird. Es ist der Dualraum des entsprechenden Tangentialraums.

## Definition
Sei {\displaystyle M} eine differenzierbare Mannigfaltigkeit und {\displaystyle T_{p}M} ihr Tangentialraum am Punkt {\displaystyle p\in M}. Dann ist der Kotangentialraum definiert als der Dualraum von {\displaystyle T_{p}M}. Das heißt, der Kotangentialraum besteht aus allen Linearformen auf dem Tangentialraum {\displaystyle T_{p}M}.

## Alternative Definition
Im Folgenden wird ein anderer Zugang dargestellt, bei dem der Dualraum direkt definiert wird, ohne Bezugnahme auf den Tangentialraum.
Diesem Zugang liegt folgende Idee zugrunde. Man legt eine Kurve in die Mannigfaltigkeit und macht Aussagen darüber, wie sich Werte einer Funktion, die ebenfalls auf der Mannigfaltigkeit definiert ist, beim Durchlaufen der Kurve, speziell in der Umgebung eines Punktes p, verändern. Man betrachtet das Geschehen im Bildbereich einer Kartenabbildung.
Es sei {\displaystyle M} eine {\displaystyle n}-dimensionale differenzierbare Mannigfaltigkeit. Weiter seien
{\displaystyle \Gamma _{p}}
die Menge aller glatten Kurven durch {\displaystyle p\in M}
{\displaystyle c\colon (-\epsilon ,\epsilon )\to M\,,\qquad c(0)=p}
und {\displaystyle C_{p}^{\infty }} die Menge aller glatten Funktionen, die in einer Umgebung {\displaystyle U_{p}} von {\displaystyle p} definiert sind:
{\displaystyle f\colon U_{p}\to \mathbb {R} }.
Bezeichnet man mit {\displaystyle \sim _{p}} folgende Äquivalenzrelation auf {\displaystyle C_{p}^{\infty }}
{\displaystyle f\sim _{p}g\qquad :\Leftrightarrow \qquad \exists U_{p}} Umgebung von {\displaystyle p} mit {\displaystyle f|U_{p}=g|U_{p}},
dann ist der Faktorraum {\displaystyle {\mathcal {F}}_{p}:=C_{p}^{\infty }/\sim _{p}} der Vektorraum der Keime über {\displaystyle p}.
Über
{\displaystyle \langle [f]_{p},c\rangle :={\frac {\operatorname {d} }{\operatorname {d} t}}{\Big |}_{t=0}f\circ c(t)}
wird dann eine formale Paarung {\displaystyle \langle \cdot ,\cdot \rangle :{\mathcal {F}}_{p}\times \Gamma _{p}\to \mathbb {R} } definiert, die in der ersten Komponente linear ist. Nun ist
{\displaystyle {\mathcal {N}}_{p}:=\{[n]_{p}\in {\mathcal {F}}_{p}|\forall c\in \Gamma _{p}:\langle [n]_{p},c\rangle =0\}}
ein linearer Unterraum von {\displaystyle {\mathcal {F}}_{p}}, genauer gesagt der Nullraum bzgl. {\displaystyle \langle \cdot ,\cdot \rangle } und
{\displaystyle T_{p}^{*}M:={\mathcal {F}}_{p}/{\mathcal {N}}_{p}}
ist der {\displaystyle n}-dimensionale Kotangentialraum im Punkt {\displaystyle p\in M}. Für den Kotangentialvektor {\displaystyle [[f]_{p}]} schreibt man auch {\displaystyle df_{p}}.

## Zusammenhang zum Tangentialraum
Mit der obigen Definition kann man auf {\displaystyle \Gamma _{p}} eine Äquivalenzrelation {\displaystyle \sim } wie folgt definieren:
{\displaystyle \gamma _{1}\sim \gamma _{2}\qquad \Leftrightarrow \qquad \forall df_{p}\in T_{p}^{*}M:\langle df_{p},\gamma _{1}\rangle =\langle df_{p},\gamma _{2}\rangle }
Der Faktorraum
{\displaystyle T_{p}M:=\Gamma _{p}/\sim }
beschreibt gerade den {\displaystyle n}-dimensionalen Tangentialraum.
Bilden nun {\displaystyle dx_{1},\ldots ,dx_{n}} eine Basis von {\displaystyle T_{p}^{*}M}, so kann man zu jedem Basisvektor einen Repräsentanten {\displaystyle x_{i}\in C_{p}^{\infty }} auswählen. {\displaystyle x=(x_{1},\ldots ,x_{n})\colon M\to \mathbb {R} ^{n}} ist eine differenzierbare Karte und für jedes {\displaystyle i=1,\ldots ,n} kann man eine Kurve
{\displaystyle {\begin{matrix}\gamma _{i}\colon &(-\epsilon ;\epsilon )&\to &M\\&t&\mapsto &x^{-1}(t\cdot e_{i})\end{matrix}}}
definieren, wobei {\displaystyle e_{i}} der {\displaystyle i}-te Einheitsvektor im {\displaystyle \mathbb {R} ^{n}} ist. Wegen
{\displaystyle \langle dx_{i},[\gamma _{j}]\rangle =\delta _{ij}}
sind {\displaystyle T_{p}M} und {\displaystyle T_{p}^{*}M} dual zueinander und man schreibt für {\displaystyle [\gamma _{i}]={dx_{i}}^{*}} auch {\displaystyle {\tfrac {\partial }{\partial x_{i}}}}.

## Rechtfertigung der Schreibweisen
Sei {\displaystyle M=\mathbb {R} ^{n}}, {\displaystyle p\in \mathbb {R} ^{n}}, {\displaystyle f\colon \mathbb {R} ^{n}\to \mathbb {R} } eine beliebige Funktion und für {\displaystyle i=1,\ldots ,n} die Kurven {\displaystyle \gamma _{i}\colon h\mapsto p+h\cdot e_{i}}, wobei {\displaystyle e_{i}} die kanonischen Basisvektoren sind. Dann ist in den obigen Schreibweisen:
{\displaystyle \langle [[f]_{p}],[\gamma _{i}]\rangle ={\frac {\operatorname {d} }{\operatorname {d} t}}{\Big |}_{t=0}f\circ \gamma _{i}=\lim _{h\to 0}{\frac {f(p+h\cdot e_{i})-f(p)}{h}}={\frac {\partial }{\partial x_{i}}}f(p)}
Somit ist die Schreibweise {\displaystyle [\gamma _{i}]={\tfrac {\partial }{\partial x_{i}}}} gerechtfertigt.
Weiter ist mit {\displaystyle T_{p}M=\mathbb {R} ^{n}} die lineare Abbildung {\displaystyle \langle [[f]_{p}],\cdot \rangle \colon T_{p}M\to \mathbb {R} } gerade das totale Differential {\displaystyle df(p)}. Somit ist also auch die Schreibweise {\displaystyle [[f]_{p}]=df_{p}} gerechtfertigt.